# Бруклинский колледж
Бруклинский колледж (англ. Brooklyn College) — один из колледжей Городского университета Нью-Йорка. Расположен в Бруклине, Нью-Йорк. Основан в 1930 году Комиссией по высшему образованию города Нью-Йорка. Колледж появился в результате слияния бруклинского филиала Хантерского колледжа (который был тогда женским колледжем) и филиала Городского колледжа Нью-Йорка (который был в то время мужским). В результате, Бруклинский колледж стал первым государственным гуманитарным вузом в Нью-Йорке с совместным обучением. Кампус колледжа известен своей архитектурной красотой.

## История Кампуса
В 1932 году архитектор Рэндольф Эванс создал план кампуса колледжа на большом участке земли, принадлежавшего его работодателю в Мидвуде (районе Бруклина). Он сделал эскиз университетского городка в георгианском стиле, и особенно выделил здание библиотеки с высокой башней. Эванс представил эскизы президенту колледжа, доктору Уильяму А. Бойлану. Бойлану очень понравились чертежи, и в скором времени была приобретена земля на средства в размере $1,6 миллиона долларов. Строительство нового кампуса началось в 1935 году с церемонии закладки фундамента, на которой присутствовали мэр Нью-Йорка Фиорелло Ла Гуардиа и глава Бруклина Раймонд Ингерсолл. В 1936 году тогдашний президент США Франклин Рузвельт посетил Бруклинский колледж, чтобы заложить камень в новый корпус предназначавшийся специально для спортивных занятий. В честь президента Бойлана, главы Ингерсолла, и президента Рузвельта были названы корпуса на территории кампуса Бруклинского колледжа. Корпуса, расположенные в Мидвуде, стали единственной территорией Бруклинского колледжа после закрытия кампуса в районе Даунтаун-Бруклин в 1975 году из-за сокращения бюджета.

## Концерт Высоцкого
17 января 1979 года в Бруклинском колледже выступил с концертом Владимир Высоцкий. Сокращённый вариант записи выступления был издан в этом же году в США на 2-х долгоиграющих пластинках (под названием «Нью-Йоркский концерт Владимира Высоцкого»).